# Merlín (serie de televisión)
Merlín (también conocida como Las aventuras de Merlín) es una serie de televisión británica de fantasía basado libremente en las leyendas artúricas sobre los parientes cercanos de Merlín y el Rey Arturo. Creada por Julian Jones, Jake Michie, Johnny Capps y Julian Murphy para la BBC, se transmitió en BBC One entre el 20 de septiembre de 2008 y el 24 de diciembre de 2012.  
El programa es una reinvención de la leyenda tradicional, en la que el joven brujo Merlín es enviado al bullicioso reino de Camelot por su madre, y se convierte en el sirviente personal del príncipe Arturo. Durante su tiempo allí, Merlín se entera de que debe usar sus poderes mágicos para proteger a Arturo, pero en secreto porque el rey prohibió la magia y ejecuta a los que la practican. A lo largo de los años y después de varias aventuras juntos, Merlín y Arturo se convierten en amigos y compañeros de confianza, y el primero hace todo lo posible para influir en el segundo para que se convierta en el poderoso rey que está destinado a ser, sin darse cuenta de lo que sus acciones forjarán el destino. 
Los protagonistas de la serie son Colin Morgan y Angel Coulby, con Bradley James como Arturo y Katie McGrath como Morgana, con las participaciones especiales de Richard Wilson y Anthony Head, y John Hurt como actor de voz. Nathaniel Parker se unió a la serie en su cuarta temporada.
Merlin recibió críticas mixtas cuando se estrenó, pero obtuvo buenas calificaciones que mejoraron a medida que avanzaba la historia, convirtiéndose en el programa más popular del servicio de actualización digital de la BBC, iPlayer. Durante su emisión fue nominada a varios premios, ganando el British Academy Television Awards de 2011 a los mejores efectos visuales. Los derechos de transmisión se vendieron a más de 180 países y el programa se convirtió en un pilar de la plataforma de red digital Netflix tanto en los EE. UU. como en el Reino Unido.

## Argumento
Merlín (Colin Morgan) es un joven mago enviado al reino de Camelot por su madre para que se hospede con el médico de la corte, Gaius (Richard Wilson). Allí, descubre que el rey Uther Pendragon (Anthony Head) ha prohibido la magia y ha encarcelado al último dragón vivo en las profundidades del reino. Después de escuchar una voz misteriosa dentro de su cabeza, Merlín se dirige hacia las cavernas por debajo de Camelot, donde se encuentra con el Gran Dragón (voz de John Hurt), quien le dice que juega un papel muy importante: proteger al hijo de Uther, Arturo (Bradley James), cuyo destino es devolver la magia a Camelot y unir a la tierra de Ávalon. 
Cuando Merlín conoce a Arturo, cree que es un matón arrogante y testarudo. Arturo, a su vez, no tiene buena opinión de Merlín, y los dos no parecen congeniar. Después de salvar la vida del príncipe de un intento de asesinato, Uther recompensa a Merlín convirtiéndolo en el sirviente de Arturo. Con el paso del tiempo, ambos llegan a ser buenos amigos. Pero cuando las acciones de Uther vuelven a su protegida Morgana contra Camelot, Merlín debe aliarse con el rey para salvar el futuro del reino.

## Elenco
- Colin Morgan como Merlín: Sirviente de Arturo y pupilo de Gaius, que secretamente desarrolla sus dones mágicos bajo la mirada deUther y Arturo, que odian la magia. Aunque es acusado de hechicería varias veces durante la serie, solo Gaius y Lancelot saben que es mago. Merlín tiene un alter ego, al que tanto Uther como Arturo consideran un criminal y que inspira un miedo profundo en Morgana, que lo reconoce como "Emrys", su profética némesis.
- Angel Coulby como Guinevere ("Gwen"): Sirviente de Morgana que asciende a reina de Camelot. Su relación con Arturo al principio causa conflicto en del reino, ya que Uther la considera indigna debido a su bajo estatus y le prohíbe a Arturo cortejarla, incluso acusándola de brujería cuando el afecto de Arturo por ella no disminuye. Sin embargo, Gwen demuestra ser popular entre la gente común y se esfuerza por que Arturo y sus asesores tengan el favor del pueblo. Gwen es valiente y desinteresada y siempre hace lo correcto por Arturo y Camelot. Es una amiga leal para todos, siendo su naturaleza compasiva y gentil lo que finalmente gana a Arturo.
- Bradley James como el príncipe Arturo: El príncipe y más tarde rey de Camelot, y el comandante de los caballeros del reino. A pesar de ser acusado de llevar a cabo los duros edictos de su padre, se presenta a Arturo como un hombre mucho más compasivo, que defiende a los falsamente acusados ante el rey e incluso lo desafía en secreto de vez en cuando. Además, da la bienvenida a los plebeyos Lancelot, Gwaine, Elyan, Mordred y Percival como caballeros, y se enamora de Gwen, una simple sirvienta, con la que más tarde se casa, convirtiéndose ella en reina. Lo más importante es que llega a considerar a su sirviente Merlín como un amigo cercano y confidente, sin darse cuenta de cuántas veces Merlín ha tenido que salvarle la vida usando magia. En un principio, Arturo promete volver a permitir la magia cuando sea rey, pero cambia de opinión cuando la magia mata a su padre.
- Katie McGrath como Morgana: La protegida del Rey Uther. Al principio, tiene pesadillas que son visiones futuras, y luego descubre que tiene magia. Le aterra que Uther la mate por ser hechicera, pero luego acude a los druidas con la ayuda de Merlín. Planea matar a Uther porque no le agrada que sea cruel y mate a las personas que tienen magia. Conoce a su media hermana, Morgause, y se convierte en sacerdotisa de la antigua religión con su entrenamiento. Se revela que es media hermana de Arturo por parte de padre, por lo que, junto a Morgause, planea "tomar lo que por nacimiento le corresponde" y ser coronada reina. Cuando el rey Uther muere, contrata a Agravaine de Bois, hermano de Ygraine, madre de Arturo, para que le cuente todo lo que Arturo planea mientras esté en Camelot como su consejero. Morgana planea destruir a Camelot, y se vuelve enemiga del reino. Cuando descubre que un poderoso hechicero llamado Emrys es su fin, hace todo lo posible por encontrarlo.
- Anthony Head como Uther Pendragon: El obstinado y duro rey de Camelot, que le muestra a Arturo un amor duro repetido y hace cumplir despiadadamente la estricta prohibición del reino sobre la hechicería. Aunque tiene buenas intenciones, Uther se gana muchos enemigos en su brutal lucha contra la magia, y la traición final de Morgana lo deja destrozado.
- Richard Wilson como Gaius: El médico de la corte y mentor de Merlín. Antiguo hechicero, Gaius hace mucho que abandonó la práctica, pero aun así está dispuesto a ayudar a fomentar los talentos de Merlín, al que llega a querer como a un hijo. Un hombre eminentemente sabio con una larga memoria, Gaius es uno de los consejeros más cercanos de Uther, y siempre uno de los primeros en darse cuenta de lo que realmente ocurre cuando la magia amenaza el reino.
- John Hurt como Kilgharrah, el Gran Dragón (voz): El último de su especie después de que Uther destruyese a todos sus parientes y lo encarcelase en una gran cueva bajo el castillo. El Gran Dragón le da a Merlín su consejo a regañadientes y forja con su aliento la espada de Excalibur para Arthur, pero persistentemente exige su libertad a cambio. Merlín finalmente lo libera; lo que, sin saberlo, desata un asalto completo contra Camelot por parte del dragón, buscando venganza por sus parientes asesinados. Sin embargo, Merlín se entera de que su padre desciende de una larga línea de domadragones y que tiene poder para controlar al Gran Dragón.
- Nathaniel Parker como Agravaine de Bois (temporada 4): El tío de Arturo que interviene después de la muerte de Uther, supuestamente como consejero de confianza de Arturo, pero pronto se descubre que es un traidor y que espía para Morgana. Merlín y Gaius desconfían especialmente de él.

## Episodios
| Temporada | Temporada | Episodios | Episodios | Emisión original         | Emisión original        | Espectadores de Ave. UK (millones) |
| Temporada | Temporada | Episodios | Episodios | Primera emisión          | Última emisión          | Espectadores de Ave. UK (millones) |
| --------- | --------- | --------- | --------- | ------------------------ | ----------------------- | ---------------------------------- |
|           | 1         | 13        | 13        | 20 de septiembre de 2008 | 13 de diciembre de 2008 | 6.32                               |
|           | 2         | 13        | 13        | 19 de septiembre de 2009 | 19 de diciembre de 2009 | 5.99                               |
|           | 3         | 13        | 13        | 11 de septiembre de 2010 | 4 de diciembre de 2010  | 6.78                               |
|           | 4         | 13        | 13        | 1 de octubre de 2011     | 24 de diciembre de 2011 | 7.17                               |
|           | 5         | 13        | 13        | 6 de octubre de 2012     | 24 de diciembre de 2012 | 7.13                               |

## Producción
La BBC llevaba mucho tiempo interesada en realizar una serie alrededor del personaje de Merlín. Unos años antes de que la serie se iniciase, el productor y guionista Chris Chibnall había comenzado a desarrollar un proyecto que al final fue rechazado. 
Al final, el proyecto de Shine Limited se empezó a desarrollar a finales de 2006.Julian Murphy y Johnny Capps, productores y creadores del show, dijeron que Merlín está influenciada por la serie estadounidense Smallville, que narra los primeros años de Superman. Capps dijo: "... Igual que con Smallville, queríamos subvertir las expectativas de Camelot, en una tierra donde está prohibida la magia y... donde Merlín es un joven que trabaja como criado de Arturo y que tiene que ocultar sus habilidades".
La serie empezó a producirse en marzo de 2008 y se filmó en Gales y Francia (en el Château de Pierrefonds). The Mill, que también ha trabajado en Doctor Who y sus spin-offs, se encargó de los efectos especiales. La serie contó inicialmente con 13 episodios y se comenzó a emitir en el Reino Unido el 20 de septiembre de 2008, emitiéndose el último episodio de la primera temporada el 13 de diciembre de 2008.
Después del éxito de la primera temporada en el Reino Unido,empezó a transmitirse en EE. UU. el 21 de junio de 2009 en la emisora NBC. 
Tras un descenso de espectadores, se la trasladó a la red de cable Syfy, donde comenzó a emitirse la segunda temporada el 2 de abril de 2010. El 19 de septiembre de 2009, la segunda temporada empezó a transmitirse finalmente en la BBC. 
La tercera temporada se comenzó a emitir el 11 de septiembre de 2010. 
La cuarta temporada se grabó desde abril hasta mediados de septiembre de 2011, siendo estrenada en Reino Unido el 1 de octubre del mismo año. 
Johnny Capps y Julian Murphy, productores ejecutivos de la serie, confirmaron el 24 de julio de 2011 en la Comic-Con, que la BBC había encargado una quinta temporada. El rodaje de la quinta temporada comenzó en marzo de 2012 en Pierrefonds, Francia, alejado de Cardiff, País de Gales. Empezó a emitirse el 6 de octubre de 2012. Se anunció que la quinta temporada sería la última.

## Transmisión
Además del especial inicial de 50 minutos, que se transmitió directamente después del estreno de la segunda temporada, y el primer episodio, que se mostró primero en la repetición del domingo, todos los episodios nuevos de 50 minutos se mostraron después de cada repetición de Merlin el sábado, domingo y lunes, o el viernes por la noche en BBC Three. 
En abril de 2008, NBC compró los derechos de transmisión de los Estados Unidos, donde se emitían los domingos a las 8 p. m. (hora estándar del este), a partir del 21 de junio de 2009. Esto lo convirtió en el primer drama británico en más de 30 años que se muestra en la cadena de televisión estadounidense, a diferencia de PBS o cable. El programa se trasladó a Syfy, un canal de cable también propiedad de NBC, para la segunda temporada, que se estrenó el 2 de abril de 2010. Syfy emitió la tercera temporada a principios de 2011, tras la conclusión de la emisión inicial en la BBC. Más tarde, se anunció que la serie saldría al aire después de WWE SmackDown a partir del 7 de enero de 2011 a las 10 p. m. (9 p. m. hora central). El distribuidor, FremantleMedia Enterprises, también vendió los derechos de transmisión a CTV en Canadá, Network 10 en Australia y Prime en Nueva Zelanda. Actualmente se emite en Choice TV. La serie se transmitió en 183 países y ahora se transmite en plataformas como Netflix y Amazon Prime.

## Banda sonora
En el sello discográfico MovieScore Media se lanzó una banda sonora para las dos primeras series con música de episodios seleccionados. El compositor de Merlin, Robert Lane, fue nominado a Mejor Banda Sonora Original para Televisión en la décima edición de los premios Movie Music UK Awards (2008), la octava edición de los premios GoldSpirit Awards (2008), y la quinta edición anual del International Film Music Critics Association (IFMCA) Awards (2008). A principios de octubre de 2012, MovieScore Media lanzó la banda sonora de la tercera y cuarta temporada junto con la del comienzo de la quinta temporada.
| Temporada                                    | Fecha de lanzamiento                                          | Número de catálogo |
| -------------------------------------------- | ------------------------------------------------------------- | ------------------ |
| 1                                            | 4 de noviembre de 2008                                        | MMS08021           |
| 2                                            | 17 de noviembre de 2009                                       | MMS09027           |
| 3                                            | 2 de octubre de 2012 (digital) / 12 de noviembre de 2012 (CD) | MMS12010           |
| Especial: Merlin 3 & 4, lo mejor de la serie | 2 de octubre de 2012 (digital) / 12 de noviembre de 2012 (CD) | MMS12011           |

## En otros medios

### Revista oficial
La editorial británica Attic Brand Media lanzó una revista oficial para el programa en septiembre de 2011 con artículos, acertijos y una tira cómica escrita por Damian Kelleher y dibujada por Lee Carey. La revista mensual costaba £3,20 por número y se distribuía en los quioscos de prensa del Reino Unido.

### Exposiciones

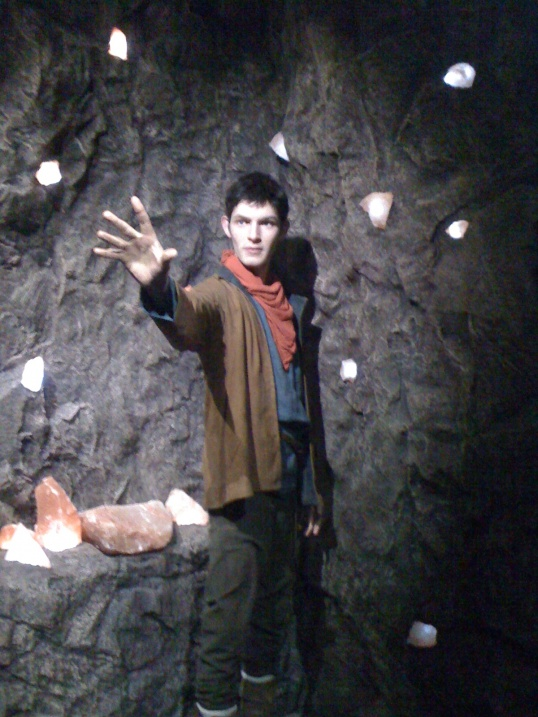
Trabajo de cera de Merlin en el Castillo de Warwick.

#### Merlin: The Dragon Tower
Se creó una atracción de Merlin en el Castillo de Warwick titulada Merlin: The Dragon Tower, que presentaba la Torre del Dragón, que contó con un recorrido, una proyección del dragón Kilgharrah, Merlín de la serie de televisión de la BBC Merlin, o al menos un modelo de cera realista—que fue creado con más de 300 medidas—y un catálogo de tomas de referencia de Colin Morgan. Al ver su trabajo de cera, Morgan dijo: "Nunca creí que cuando visitaba Madame Tussauds de niño, tendría el honor de tener al mismo equipo fantástico haciendo una figura de cera de mí mismo. Es realmente asombroso y no puedo elogiar su arduo trabajo lo suficiente por crear una vida tan brillante como la mía".
El modelo de cera costó £150,000, y toda la experiencia del castillo fue parte de una inversión de £3 millones por parte del Merlin Entertainment Group para promover el espectáculo. La atracción cerró en 2014 y ahora es el sitio de la Torre del Tiempo del Castillo de Warwick.

### Juegos
La BBC lanzó dos pequeños videojuegos con temática de Merlín en el sitio web de la BBC: un juego de defensa de torres llamado "Camelot Defense" y un juego de rompecabezas de aventuras llamado "Quest for the Mortaeus". En 2012, se anunció y lanzó en Facebook una adaptación de videojuego "cooperativa en tiempo real" llamada "Merlin: The Game". Desde entonces se ha desconectado.

### Película
Durante la producción de la cuarta temporada, se extendió por la red la noticia de una posible película basada en la serie de televisión y escrita por los mismos creadores. Los creadores, Julian Murphy y Johnny Capps, confirmaron que estaba en discusión realizar una película.
En una entrevista con los creadores por Radio Times, dijeron que, aunque habían hablado muchas veces de realizar una película, siempre habían tenido claro que filmarían la serie 5 años y que, para el final, ellos y los actores estaban desgastados. "Queríamos dejar la serie en lo alto, y que no sea una de esas series que sigue y sigue y sigue y poco a poco va perdiendo audiencia. Todos sentimos que estaba bien terminar en ese punto. No pensamos en una sexta temporada".

## Producciones relacionadas

### Merlin: Secrets and Magic
Una serie documental creada por la BBC llamada "Merlin: Secretos y Magia" fue producida para acompañar los episodios de la segunda temporada de Merlín. De manera similar a Doctor Who Confidential, se ve la realización y el detrás de escena de cada episodio, con entrevistas con el elenco y el equipo técnico.

### Colin & Bradley's Merlin Quest
Aunque Merlin: Secrets and Magic no fue encargada para una segunda temporada, Colin & Bradley's Merlin Quest fue producida para acompañar la tercera temporada de la serie en su lugar. Colin Morgan y Bradley James, que interpretan a Merlín y Arturo, aparecen en una serie semanal de videos en línea (generalmente de 2 a 4 minutos) publicadas en el sitio oficial de Merlin. En cada episodio, los actores tienen que completar diferentes desafíos y tareas, incluyendo preguntas tanto personales como sobre el programa y juegos con bloopers de Merlin mostrados regularmente. El programa fue producido por Ian Smith con Luke Baker como asistente de productor.

### The Real Merlin and Arthur
Un documental exclusivo de la BBC con las estrellas Colin Morgan y Bradley James. Ambos comenzaron a cruzar Gales para explorar las verdaderas conexiones del país con la leyenda del Rey Arturo y el mago Merlín. A lo largo del camino se encuentran con aficionados y expertos en la leyenda artúrica, y visitan algunos de los paisajes más impresionantes de Gales.

### Merlin: Children in Need
Children in Need es un programa de la BBC para la caridad. Desde 1980 ha recaudado más de 600 millones de libras esterlinas para cambiar la vida de niños y jóvenes con discapacidad en el Reino Unido. El elenco de Merlin filmaron pequeñas escenas con los ositos de Children in Need (generalmente de 2 minutos) para recaudar dinero.

## Emisión internacional

### En España
Antena 3 adquirió los derechos de emisión en 2009 y empezó a emitir los 13 capítulos en Antena.Neox (en pases de dos y tres capítulos) y posteriormente en Antena 3 y ya de forma semanal, desde el 27 de junio de 2009. La segunda temporada arrancó en Antena Neox el febrero de 2010.
Durante el tiempo que fue emitida en Antena Neox, fue una serie líder de audiencia en su franja, cosa que no se repitió al pasar a Antena 3, donde la audiencia cayó notablemente. Esto se debe, fundamentalmente, a la poca acertada franja horaria que Antena 3 le asignó a la serie, programándola en un horario donde era de prever poco seguimiento por parte del público juvenil al que va dirigida la serie, como es un sábado noche o un sábado y un domingo a las 10.00. El 13 de febrero de 2010 se empezó a emitir la segunda temporada en Antena Neox, en pases de 2 capítulos los sábados por la noche. La serie original está filmada en 16:9 y Antena 3 emitió la primera temporada en 4:3, mientras que en la segunda se pasó al original 16:9 .
El 8 de enero de 2011 empezó a emitirse la tercera temporada en Antena Neox, con doble capítulo. El 17 de diciembre de 2011, Antena Neox, estrenaba la cuarta temporada de Merlín, con doble capítulo en prime time. A 7 de junio de 2016, Antena 3 no ha emitido la quinta y última temporada de la serie. A partir del 13 de febrero de 2017, se comenzó a emitir por el canal de pago Sci Fi la quinta temporada doblada al español con 5 años de atraso con respecto a su emisión original en el Reino Unido. Actualmente, se encuentra disponible en Español en plataformas de pago como Netflix.

### En Latinoamérica
Cuando finalizó la primera temporada en HBO Family, la misma se empezó a transmitir por Disney XD en Latinoamérica a partir del 16 de abril de 2010, pero al poco tiempo fue retirada de la programación del canal sin siquiera completar la primera temporada. Es transmitida por Sony Spin. Estaba en Netflix, peo fue retirada de su catálogo.